# Lofendazam
Lofendazam  là một phân tử hữu cơ là một dẫn xuất của benzodiazepine. Lofendazam là một loại 1,5-benzodiazepine, với các nguyên tử nitơ nằm ở vị trí 1 và 5 của vòng diazepine; do đó, lofendazam có liên quan chặt chẽ nhất với 1,5 loại thuốc benzodiazepin khác như clobazam.
Lofendazam như một loại dược phẩm của con người có tác dụng an thần và giải lo âu tương tự như các sản phẩm được tạo ra bởi các dẫn xuất của benzodiazepine khác. Nó là một chất chuyển hóa hoạt động của một loại thuốc benzodiazepine khác, arfendazam.